# The Chinese Room
The Chinese Room (anteriormente thechineseroom) es un estudio británico desarrollador de videojuegos independiente mayormente conocido por Dear Esther, Amnesia: A Machine for Pigs, y Everybody's Gone to the Rapture. La compañía se originó como un equipo de moders de Half-Life2, basada en la University of Portsmouth en 2007, y lleva el nombre del experimento mental de la habitación china de John Searle. Desde 2021, cuenta con una nueva plantilla de empleados enfocada al desarrollo de su mayor proyecto hasta la fecha: Vampire: The Masquerade - Bloodlines 2.

## Historia

### Mods
Los primeros tres proyectos de The Chinese Room fueron dos modificaciones para Half-Life 2, llamado Antlion Soccer y Dear Esther, así como una modificación para Doom 3 titulada Conscientious Objector. Dichos proyectos fueron respaldados por el Consejo de Investigación de Artes y Humanidades: de éstos, Dear Esther se convirtió en un éxito. En 2009, The Chinese Room desarrolló Korsakovia, una modificación con temática de terror para Half-Life 2 

### Videojuegos
Después de Korsakovia, The Chinese Room trabajó con Robert Briscoe para desarrollar una nueva versión de Dear Esther, distribuido a través del servicio de distribución Steam de Valve Corporation. Esta versión independiente del mod recibió varias nominaciones IGF, tales como el gran premio Seamus McNally, excelencia en artes visuales y de audio, y el premio Nuovo. Finalmente ganó la excelencia en arte visual. La nueva versión contó con gráficos mejorados, pero se basa en el mismo motor que los mods anteriores. El videojuego fue lanzado a principios de 2012 y recuperó su inversión de $55.000 en menos de seis horas de haber sido lanzado, cuando se vendieron 16.000 copias del juego. Una semana después de su lanzamiento, el juego llegó a 50.000 copias vendidas.
En febrero de 2012, The Chinese Room anunció que comenzaron el desarrollo de Amnesia: A Machine for Pigs, un juego de horror y supervivencia y secuela indirecta de Amnesia: The Dark Descent. Este proyecto está siendo producido por los creadores del juego original, Frictional Games. Más tarde fue lanzado el 10 de septiembre de 2013.
En marzo de 2012, la compañía anunció su próximo proyecto: Everybody's Gone to the Rapture. Aunque inicialmente desarrollado para PC, el equipo tuvo miedo de no recibir suficiente financiación por parte de su comunidad: en su lugar, se asoció con SCE Santa Monica Studio de Sony Computer Entertainment para producir el juego. El juego fue revelado nuevamente en Gamescom 2013 durante su conferencia para PlayStation 4 con exclusividad de Sony para dicha consola.

## Lista de videojuegos
| Año  | Título                                 | Plataforma(s) | Plataforma(s) | Plataforma(s) | Plataforma(s) | Plataforma(s) |     |     |
| Año  | Título                                 | Lin           | Mac           | PS4           | XOne          | Win           | PS5 | XSX |
| ---- | -------------------------------------- | ------------- | ------------- | ------------- | ------------- | ------------- | --- | --- |
| 2009 | Korsakovia                             | No            | No            | No            | No            | Sí            | No  | No  |
| 2012 | Dear Esther                            | Sí            | Sí            | Sí            | Sí            | Sí            | Sí  | Sí  |
| 2013 | Amnesia: A Machine for Pigs            | Sí            | Sí            | No            | Sí            | Sí            | Sí  | Sí  |
| 2015 | Everybody's Gone to the Rapture        | No            | No            | Sí            | No            | Sí            | Sí  | No  |
| 2024 | Still Wakes the Deep                   | No            | No            | No            | No            | Sí            | Sí  | Sí  |
| 2025 | Vampire: The Masquerade - Bloodlines 2 | ?             | ?             | No            | No            | Sí            | Sí  | Sí  |